# Wissenschaftspropädeutisches Seminar
Ein Wissenschaftspropädeutisches Seminar (auch W-Seminar) ist ein Seminar in der gymnasialen Oberstufe in Bayern, das jeder Schüler in der 12. und 13. Klasse (ehemals bei G8: in der 11. und 12. Klasse) belegen muss.
Das W-Seminar ist einem bestimmten Fachgebiet (z. B. Physik) zugeordnet und behandelt ein vorher festgelegtes Rahmenthema (z. B. die Physik des Fliegens).
Jeder Schüler muss innerhalb dieses Rahmenthemas eine Seminararbeit erstellen, deren Umfang 10 bis 15 Seiten umfassen soll.
Nach Abgabe der Seminararbeit erfolgt eine Abschlusspräsentation mit anschließender Präsentation des Themas.
Zweck der Präsentation ist die Darstellung der wesentlichen Ergebnisse der Seminararbeit.
Die Seminararbeit und die Abschlusspräsentation werden von der verantwortlichen Lehrkraft im Verhältnis 3 : 1 bewertet und nehmen damit zwei der 40 für das Abitur geforderten Halbjahresleistungen ein. Eine Unterpunktung (in diesem Fall neun oder weniger Punkte) zählt somit doppelt. Null Punkte in der Seminararbeit verhindern die Zulassung zum Abitur.
Sinn des W-Seminars ist es, die Schülerinnen und Schüler auf das wissenschaftliche Arbeiten vorzubereiten, welches vor allem in der späteren akademischen Laufbahn essentiell sein wird. 